# Eveline Peleman
Eveline Peleman (Gent, 25 januari 1993) is een voormalig Belgisch roeister en wereldkampioen roeien 2014 in lichtgewicht dames skiff (single scull). Peleman roeide voor de Koninklijke Roeivereniging Sport Gent.

## Wereldkampioenschap 2014
In 2014 werd Peleman wereldkampioen skiff op de Wereldkampioenschappen roeien 2014 in Amsterdam op de Bosbaan. Dit was het eerste goud op een open wereldkampioenschap roeien voor een KRSG-atleet en het tweede WK goud aller tijden voor een Belgisch roeier. Momenteel is Peleman werkzaam als docent aardrijkskunde in het middelbaar onderwijs.

## Palmares

### Roeien (lichte skiff dames)
- 2014:  WK - Amsterdam (Bosbaan)
- 2014:  WKU23 - Varese